# Renan Ribeiro
Renan Ribeiro, meglio noto come Renan (Ribeirão Preto, 23 marzo 1990), è un calciatore brasiliano, portiere dell'Estrela Amadora.

## Carriera

### Club
Cresciuto calcisticamente nelle giovanili dell'Atlético Mineiro, esordisce in prima squadra nel 2010. Con la squadra di Belo Horizonte vince due volte il Campionato Mineiro. Nel 2013 viene acquisito dal San Paolo, con cui disputa cinque stagioni. Nella stagione 2017-2018 giunge in Europa, accasandosi all'Estoril Praia, in Portogallo. Esordisce coi lusitani il 21 gennaio 2018, nell'incontro di campionato perso per 3-1 contro il Vitória Guimarães. Nell'estate del 2018 passa allo Sporting Lisbona con la formula del prestito oneroso, per poi essere riscattato nella sessione invernale di calciomercato dopo essersi affermato come portiere titolare. Con i Leões vince nella stessa stagione la coppa nazionale e la Coppa di Lega.

### Nazionale
Con la nazionale Under-20 brasiliana vince il campionato sudamericano di calcio Under-20 2009 e giunge in finale del campionato mondiale di calcio Under-20 2009.

## Statistiche

### Presenze e reti nei club
Statistiche aggiornate al 4 agosto 2019.
| Stagione                | Squadra                 | Campionato              | Campionato | Campionato | Coppe nazionali | Coppe nazionali | Coppe nazionali | Coppe continentali | Coppe continentali | Coppe continentali | Altre coppe | Altre coppe | Altre coppe | Totale | Totale | Totale |
| Stagione                | Squadra                 | Comp                    | Pres       | Reti       | Comp            | Pres            | Reti            | Comp               | Pres               | Reti               | Comp        | Pres        | Reti        | Pres   | Reti   |        |
| ----------------------- | ----------------------- | ----------------------- | ---------- | ---------- | --------------- | --------------- | --------------- | ------------------ | ------------------ | ------------------ | ----------- | ----------- | ----------- | ------ | ------ | ------ |
| 2010                    | Atlético Mineiro        | M1/MG+A                 | 1+14       | -?+-19     | CB              | 0               | 0               | CS                 | 4                  | -4                 |             | -           | -           | 19     | -23    |        |
| 2011                    | Atlético Mineiro        | M1/MG+A                 | 15+28      | -21+-43    | CB              | 4               | -5              | CS                 | 1                  | -1                 |             | -           | -           | 48     | -70    |        |
| 2012                    | Atlético Mineiro        | M1/MG+A                 | 10+0       | -7+-0      | CB              | 1               | -1              |                    | -                  | -                  |             | -           | -           | 11     | -8     |        |
| Totale Atlético Mineiro | Totale Atlético Mineiro | Totale Atlético Mineiro | 68         | -90        |                 | 5               | -6              |                    | 5                  | -5                 |             | -           | -           | 78     | -101   |        |
| 2013                    | San Paolo               | A1/SP+A                 | 0+0        | 0+-0       | CB              | 0               | 0               | CS                 | 0                  | 0                  | RS          | 0           | 0           | 0      | 0      |        |
| 2014                    | San Paolo               | A1/SP+A                 | 0+0        | 0+-0       | CB              | 0               | 0               | CS                 | 0                  | 0                  | -           | -           | -           | 0      | 0      |        |
| 2015                    | San Paolo               | A1/SP+A                 | 1+9        | 0+-12      | CB              | 1               | -2              | CL                 | 0                  | 0                  | -           | -           | -           | 11     | -14    |        |
| 2016                    | San Paolo               | A1/SP+A                 | 0+2        | 0+-1       | CB              | 0               | 0               | CL                 | 1                  | 0                  | -           | -           | -           | 3      | -1     |        |
| 2017                    | San Paolo               | A1/SP+A                 | 7+20       | -6+-28     | CB              | 2               | -3              | CL                 | 1                  | -1                 | -           | -           | -           | 30     | -38    |        |
| Totale San Paolo        | Totale San Paolo        | Totale San Paolo        | 39         | -47        |                 | 3               | -5              |                    | 2                  | -1                 |             | 0           | 0           | 44     | -53    |        |
| 2017-2018               | Estoril Praia           | PL                      | 17         | -26        | TP+TL           | 0+0             | 0+-0            |                    | -                  | -                  |             | -           | -           | 17     | -26    |        |
| 2018-2019               | Sporting Lisbona        | PL                      | 27         | -26        | TP+TL           | 6+2             | -8+-2           | UEL                | 3                  | -2                 | -           | -           | -           | 38     | -38    |        |
| 2019-2020               | Sporting Lisbona        | PL                      | 0          | 0          | TP+TL           | 0+0             | 0+0             | UEL                | 0                  | 0                  | ST          | 1           | -5          | 1      | -5     |        |
| Totale Sporting Lisbona | Totale Sporting Lisbona | Totale Sporting Lisbona | 27         | -26        |                 | 8               | -10             |                    | 3                  | -2                 |             | 1           | -5          | 39     | -43    |        |
| Totale carriera         | Totale carriera         | Totale carriera         | 151        | -189       |                 | 16              | -21             |                    | 10                 | -8                 |             | 1           | -5          | 178    | -223   |        |

## Palmarès

### Club

#### Competizioni statali
- Campionato Mineiro: 2

Atlético Mineiro: 2010, 2012

#### Competizioni nazionali
- Coppa di Lega portoghese: 2

Sporting Lisbona: 2018-2019, 2020-2021
- Coppa del Portogallo: 1

Sporting Lisbona: 2018-2019
- Campionato portoghese: 1

Sporting Lisbona: 2020-2021